# 2014年亞洲運動會馬爾地夫代表團
2014年第17屆亞洲運動會於2014年9月19日至10月4日在韓國仁川舉行.本條目列出馬爾地夫運動員於本屆亞運會的表現。

## 奖牌榜
| 名次 | 代表团   | 金牌 | 银牌 | 铜牌 | 总数 |
| ---- | -------- | ---- | ---- | ---- | ---- |
| ?    | 馬爾地夫 |      |      |      |      |